# Zebra (esporte)
Zebra é uma gíria comum em esportes para designar um resultado inesperado, como, por exemplo, a vitória de uma equipe fraca sobre outra considerada superior. Quando uma equipe favorita perde o jogo, diz-se que foi "zebra" ou que "deu zebra". Essa gíria é usada em competições em geral, tanto esportivas e até mesmo eleitorais, quando o partido que se espera que vencesse o evento (o "favorito"), perde ou empata um jogo com um azarão ("underdog") que a maioria espera perder, desafiando a sabedoria convencional. É frequentemente usado em referência a vencer as probabilidades de apostas nos esportes ou vencer as pesquisas de opinião na política eleitoral.
No Brasil, a expressão "zebra" neste contexto foi criada pelo então técnico da Portuguesa-RJ, Gentil Cardoso, antes do jogo válido pelo Campeonato Carioca de Futebol de 1964 contra o Vasco da Gama. Gentil, em entrevista a um repórter de campo disse que o resultado do jogo seria "zebra". A origem do nome vem do jogo do bicho, que não tinha a zebra entre os vinte e cinco animais a serem sorteados. Ou seja, era impossível sortear a zebra. No fim, a Portuguesa venceu o Vasco por 2–1.

## Zebras entre seleções no futebol

### Copa do Mundo
- 1938
  - Cuba  3–3  Romênia (desempate: 2–1), oitavas-de-final: os cubanos, em sua única participação em Copas, foram para as quartas de final, eliminando a Romênia por 5–4 (nos dois jogos).
  - Suíça  1-1  Alemanha (desempate: 4-2), oitavas-de-final: a Suíça, após um empate no tempo normal, vence a Alemanha - reforçada por jogadores austríacos por causa da Anschluss meses antes - em um jogo desempate, sendo essa a primeira e única eliminação alemã nas oitavas de finais, e a pior campanha do selecionado teutônico em mundiais até o ano de 2018.
- 1950
  - Estados Unidos  1–0  Inglaterra, primeira fase: os inventores do futebol são derrotados por sua ex-colônia, um time amador de um país sem tradição no esporte. O gol da vitória estadunidense foi marcado por Joe Gaetjens, nascido no Haiti.[4][5]
  - Uruguai  2–1  Brasil, Final: o chamado Maracanaço, no qual o Brasil perdeu de virada diante de sua torcida para o Uruguai quando precisava apenas de um empate para sagrar-se campeão.[5]
- 1954
  - Alemanha Ocidental  3–2  Hungria, Final: O Time de Ouro húngaro estava invicto há 32 jogos, e na primeira fase, havia vencido essa mesma seleção alemã por 8–3. Os húngaros abriram 2 gols, mas levaram a virada do time capitaneado por Fritz Walter no chamado "Milagre de Berna".[4][5]
- 1966
  - Coreia do Norte  1–0  Itália, primeira fase: a então estreante seleção asiática vence surpreendentemente a Itália, e se classifica para a segunda fase.[4][5]
- 1974
  - Alemanha Oriental  1–0  Alemanha Ocidental, primeira fase: com os dois times classificados, o lado ocidental precisava apenas de um empate para avançar em primeiro lugar. Porém, foram batidos pelos comunistas, em sua única participação na Copa.[4][6]
  - Países Baixos  2-0  Uruguai, primeira fase: os Países Baixos, ainda na sua segunda classificação para a copa do mundo, fariam o jogo de estreia na copa contra um adversário duro: o então bicampeão mundial Uruguai. No entanto, a estreia da laranja mecânica na Alemanha foi tranquila, e com gols de Johnny Rep os eventuais medalhistas de prata de 74 venceram o Uruguai.
  - Alemanha Ocidental 2-1  Países Baixos, final: após eliminar Uruguai, Argentina e Brasil, os neerlandeses contavam com o favoritismo no mundial. No entanto, a Alemanha Ocidental contou com o apoio da torcida local para derrotar os vizinhos e conseguir sua segunda copa. Logo aos 2 minutos, Neeskens abriu o placar, mas viu Breitner e Müller virarem e garantirem o título alemão.
- 1978
  - Tunísia  3-1  México, primeira fase: após a ausência na copa de 1974, o México veio embalado para o mundial da Argentina após o vice-campeonato no mundial sub-20 de 1977, que por curiosidade fora realizada na Tunísia. No entanto, logo de cara os mexicanos caíram para a debutante Tunísia por 3x1, favorita para ser o saco de pancadas do grupo, que ainda tinha Polônia e a vigente campeã mundial, a Alemanha Ocidental. Os mexicanos iniciaram na frente, com pênalti de Vázquez Ayala, mas levaram a virada africana com gols de Kaabi, Ghommidh e Dhouieb. O México consequentemente faria sua pior campanha na história das copas, perdendo para a Alemanha Ocidental por 6x0 e para a Polônia por 3x1, enquanto a Tunísia perderia para a Polônia por 1x0 e empataria com a Alemanha em 0x0, ficando a um ponto de se classificar para a fase seguinte. Mesmo eliminada, a Tunísia conseguiu um feito histórico: com a vitória sobre o México, conseguiu a primeira vitória de uma equipe africana na história da Copa do Mundo, além do primeiro ponto.
- 1982
  - Argélia  2–1  Alemanha Ocidental, primeira fase: A primeira derrota de uma seleção europeia para um time africano ocorreu entre Argélia e Alemanha Ocidental, com os alemães perdendo seu jogo de estreia para um time que havia vencido apenas uma partida em suas duas participações anteriores. Rabah Madjer e Lakhdar Belloumi foram os autores do feito histórico.[4][7]
- 1986
  - Espanha  5–1  Dinamarca, oitavas de final: a "Dinamáquina" que vencera seus três jogos na primeira fase, sofrendo apenas um gol, leva cinco gols em uma virada espanhola, liderada por Emilio Butragueño.[8]
- 1990
  - Camarões  1–0  Argentina, primeira fase: Os Leões Indomáveis ganham da então campeã detentora na partida de abertura, e são os primeiros do continente africano a passarem para a segunda fase.[4]
- 1994
  - Arábia Saudita  1–0  Bélgica, primeira fase: Saeed Al-Owairan faz um belo gol ao driblar os marcadores, e consegue a vitória que classificaria os árabes em segundo no grupo, atrás dos Países Baixos.[9]
  - Bulgária  2–1  Alemanha, quartas de final: a então campeã detentora cai para o time de Hristo Stoichkov, que já tinha vencido a vice-campeã Argentina na primeira fase. Além de Stoichkov, que marcara um gol de falta, Yordan Lechkov foi o herói da classificação búlgara inédita quando marcou um gol de cabeça. Ironicamente, Letchkov jogava na Alemanha na época, defendendo o Hamburgo.[10]
- 1998
  - Nigéria  3–2  Espanha, primeira fase: os cabeças-de-chave espanhóis chegam a ficar na frente duas vezes, com gols de Fernando Hierro e Raúl, mas perderam na estreia para os africanos - que terminariam na liderança do grupo -, com isso, eliminando os espanhóis. Mutiu Adepoju, Garba Lawal - contando com uma falha incrível do experiente goleiro Andoni Zubizarreta - e Sunday Oliseh, com um chute de 116 quilômetros, marcaram os 3 gols das "Super Águias".[4]
  - Noruega  2–1  Brasil, primeira fase: a Noruega, que precisava de uma simples vitória para se classificar, conseguiu tal feito justamente contra o então campeão defensor Brasil. Tore André Flo e Kjetil Rekdal, de pênalti, foram os responsáveis pela vitória que classificou o selecionado país europeu pela primeira vez às oitavas-de-final de uma Copa.[11]
  - Croácia  3–0  Alemanha, quartas de final: a Croácia, então estreante em Copas, goleia os alemães por 3–0 e vai para a inédita semifinal, perdida para a França. Ainda assim, venceriam os Países Baixos na disputa de terceiro lugar.[4][12]
- 2002
  - Senegal  1–0  França, primeira fase: na partida de abertura desta edição, Senegal derrota a campeã defensora e ex-metrópole França. Os franceses deixaram a competição na primeira fase, sem vitórias e sem marcar nenhum gol. O Senegal, por sua vez, alcançaria as quartas-de-final, perdendo para a Turquia, com um gol de ouro marcado por İlhan Mansız.[4]
  - Coreia do Sul  2–1  Itália, oitavas de final: os anfitriões coreanos, pela primeira vez na segunda fase, vencem na prorrogação a então tricampeã Itália. Christian Vieri abriu o placar, mas Seol Ki-Hyeon, aproveitando falha de Christian Panucci empatou a partida. Na prorrogação, Ahn Jung-Hwan marcou, de cabeça, o gol da inédita classificação coreana às quartas. Curiosamente, Ahn jogava no Perugia, que disputava a Série A italiana na época. Luciano Gaucci, então presidente dos "Grifoni", chegou a demitir o sul-coreano, mas voltou atrás.[4]
  - Coreia do Sul  0(5)–0(3)  Espanha, quartas de final: a Coreia do Sul novamente elimina mais uma forte seleção europeia, dessa vez nos pênaltis. O jogo foi marcado por erros de arbitragem que anularam dois gols espanhóis.[13]
- 2006
  - Gana  2–0  Tchéquia, primeira fase: o bastante favorecido time europeu liderado por Pavel Nedvěd foi surpreendido pelos africanos, que acabariam eliminando os tchecos.[14]
- 2010
  - Suíça  1–0  Espanha, primeira fase: a badalada seleção espanhola, credenciada por sua invencibilidade de doze jogos, é derrotada pela Suíça, com um gol marcado pelo cabo-verdiano naturalizado Gelson Fernandes.[15]
  - Itália  1–1  Nova Zelândia, primeira fase: os neozelandeses, que nunca haviam marcado pontos em uma Copa, saíram na frente com gol de Shane Smeltz e os tetracampeões italianos só não perdem graças a um gol de pênalti marcado por Vincenzo Iaquinta.[15]
  - Sérvia  1–0  Alemanha, primeira fase: vindos de uma vitória por 4–0, os alemães acabaram perdendo para a desacreditada Sérvia, com gol de Milan Jovanović.[15]
  - Inglaterra  0–0  Argélia, primeira fase: o péssimo e fraco desempenho inglês leva o time a não sair do zero contra a inexpressiva Argélia.[15]
  - Grécia  2–1  Nigéria, primeira fase: até o jogo contra a Nigéria, os gregos nunca haviam marcado nem pontuado na história das Copas, mas acabaram por vencer de virada as "Super Águias". A Nigéria chegou a abrir o placar com Kalu Uche, mas sofreu a virada com Dimitris Salpingidis e Vasilis Torosidis.[16]
  - Eslováquia  3–2  Itália, primeira fase: os campeões mundiais defensores são eliminados na primeira fase, mesmo podendo se classificar com um empate e chegando a desfazer uma desvantagem de dois gols, ambos marcados por Róbert Vittek. A Itália diminuiu com Antonio Di Natale, mas a Eslováquia ampliou com Kamil Kopúnek e quando a equipe italiana reagiu com Fabio Quagliarella, já era tarde. Era a primeira vez desde 1974 que a Itália não passava da fase de grupos.[15]
- 2014
  - Costa Rica  3–1  Uruguai, primeira fase: uma das campeãs mundiais do denominado "grupo da morte", a seleção uruguaia produziu pouco, e foi derrotada pela retrancada Costa Rica. Diego Lugano sofreu o pênalti convertido por Edinson Cavani marcando o primeiro gol para o Uruguai. O empate veio no segundo tempo com Joel Campbell aproveitando sobra na área e Óscar Duarte acerta um peixinho certeiro após cobrança de falta de Christian Bolaños para virar o jogo. A Costa Rica ainda ampliou o placar com Marco Ureña, que havia acabado de entrar.
  - Costa Rica  1–0  Itália, primeira fase: apontada por muitos como "azarão", a Costa Rica surpreende e se torna a primeira classificada do "grupo da morte" composto por três campeões mundiais, e ainda, eliminando a Inglaterra da copa. O gol da Costa Rica foi marcado por Bryan Ruiz.
  - Chile  2–0  Espanha, primeira fase: A campeã mundial detentora, que já havia perdido para os Países Baixos por 5–1, foi eliminada após duas partidas seguidas.[17]
  - Argélia  4–2  Coreia do Sul; 1–1  Rússia, primeira fase: A equipe africana, considerada a mais fraca do seu respectivo grupo, conseguirou se classificar pela primeira vez depois de quatro participações na Copa.[18] Nas oitavas de final, forçaram a prorrogação com a eventual campeã Alemanha antes de perderem por 2–1.[19]
- 2018
  - Islândia  1-1  Argentina, primeira fase: a Islândia, em sua estreia na copa do mundo, surpreende e empata em 1×1 com a então vigente vice-campeã mundial Argentina, em um jogo que contou com grande atuação da defesa islandesa.
  - México  1-0  Alemanha, primeira fase: com gol de Hirving Lozano, o México venceu a então vigente campeã mundial e favorita Alemanha por 1x0, surpreendendo até mesmo os mais otimistas torcedores mexicanos.
  - Croácia  3-0  Argentina, primeira fase: a Argentina amarga mais um resultado negativo, desta vez contra uma esperta Croácia, que sem hesitar passou fácil pelos sul-americanos por 3×0 e conseguiu classificar-se de maneira antecipada para as oitavas de finais da copa pela segunda vez na história.
  - Portugal  1-1  Irã, primeira fase: a seleção iraniana empata com Portugal nos minutos finais e fica muito próxima da classificação inédita para as oitavas de finais, garantindo sua melhor campanha na história da copa.
  - Coreia do Sul  2-0  Alemanha, primeira fase: em um confronto direto valendo classificação para as oitavas, a Coreia do Sul surpreendeu o mundo e venceu a Alemanha por 2×0, forçando dois feitos inéditos: a primeira eliminação da Alemanha na fase de grupos da copa, e a primeira derrota da seleção para uma equipe asiática no certame. Consequentemente, a Coreia também não conseguiu se classificar, mas ajudou o México a obter a classificação, mesmo com a derrota de 3×0 para a Suécia.
  - Rússia  1(3)-(2)1  Espanha, oitavas de finais: a Rússia enquanto anfitriã venceu a Espanha nos pênaltis e chegou pela primeira vez nas quartas de finais desde o fim da União Soviética.
  - Croácia  2-1  Inglaterra, semifinais: em sua segunda semifinal, a Croácia derrota a Inglaterra na prorrogação e garante sua primeira aparição em uma final de copa do mundo.
- 2022: a Copa do Mundo do Catar ficou marcada pela grande quantidade de resultados inesperados e surpreendentes, ficando conhecida como "a copa das zebras".
  - Arábia Saudita  2-1  Argentina, fase de grupos: a Argentina, que vinha de uma invencibilidade de 34 jogos e era uma das principais favoritas ao título, perdeu para a Arábia Saudita de forma surpreendente, sendo esta a primeira zebra com virada no placar(Lionel Messi abriu o placar de pênalti pra Argentina, mas Al-Shehri e Al-Dawsari viraram para a Arábia Saudita), bem como a primeira derrota da Argentina (e a segunda de uma seleção sul-americana, depois de Colômbia 1x2 Japão em 2018) em copas para uma seleção asiática.
  - Japão  2-1  Alemanha, fase de grupos: outra zebra decidida com virada, a Alemanha começou na frente com Gündogan, mas no segundo tempo viu o Japão virar com gols de Ritsu Doan e Takuma Asano, sendo esta a segunda derrota seguida da Alemanha em copas do mundo, algo que não acontecia desde a copa de 1958.
  - Irã  2-0  País de Gales, fase de grupos: sensação da Eurocopa 2016 e liderado por Gareth Bale, País de Gales foi surpreendido pela seleção iraniana, que havia levado uma goleada de 6x2 para a Inglaterra na estreia, com dois gols nos acréscimos marcados por Rouzbeh Cheshmi e Ramin Rezaeian. Essa foi a primeira vitória do Irã contra uma seleção europeia em copas do mundo.
  - Costa Rica  1-0  Japão, fase de grupos: o primeiro caso de "contra-virada" na história das Copas do Mundo. Na ocasião, a Costa Rica vinha pressionada após a humilhante derrota por 7x0 para a Espanha na estreia, mas não se intimidou e venceu o Japão por 1x0 com gol de Keysher Fuller aos 81 minutos.
  - Marrocos  2-0  Bélgica, fase de grupos: a badalada geração belga, então vigente terceira colocada da copa e com importantes jogadores do futebol mundial, foi dominada pela seleção marroquina. Os gols foram marcados por Romain Saïss e Zakaria Aboukhlal. O placar só não foi maior, porque Marrocos teve um gol anulado pelo VAR no final do primeiro tempo. Essa foi a primeira derrota da Bélgica para uma seleção africana em copas do mundo, assim como a primeira derrota na fase de grupos desde a copa de 1994.
  - Austrália  1-0  Dinamarca, fase de grupos: na partida decisiva pela segunda vaga do grupo D, a desacreditada Austrália venceu a Dinamarca com gol de Mathew Leckie, e se classificou para as oitavas de final pela segunda vez em sua história. Por outro lado, a Dinamarca foi eliminada na primeira fase como a grande decepção da copa, por ter sido semifinalista da Eurocopa 2020 e ter feito uma ótima campanha nas eliminatórias, sem nenhuma vitória.
  - Tunísia  1-0  França, fase de grupos: já classificada e poupando titulares, a então vigente campeã mundial França perdeu para a Tunísia com gol de Wahbi Khazri. Essa foi a primeira vitória da Tunísia contra uma seleção europeia em copas do mundo. Mesmo com a derrota, a seleção francesa ficou com o primeiro lugar do grupo. Por outro lado, apesar do resultado histórico, a Tunísia não conseguiu a classificação para as oitavas de final, alcançando 4 pontos contra 6 de França e Austrália.
  - Japão  2-1  Espanha, fase de grupos: precisando vencer a forte seleção espanhola após tropeçar para a Costa Rica, o Japão voltou a surpreender, novamente de virada. O gol espanhol foi marcado por Álvaro Morata, porém no início do segundo tempo Ritsu Doan e Ao Tanaka viraram para os japoneses. Consequentemente, o Japão conseguiu a surpreendente classificação em primeiro lugar do grupo, eliminando a Alemanha ainda na primeira fase.
  - Coreia do Sul  2-1  Portugal, fase de grupos: também já classificado e jogando com um time misto, Portugal perdeu para a Coréia do Sul de virada. Ricardo Horta abriu o placar para os portugueses aos 5 minutos de jogo, mas Kim Young-gwon e Hwang Hee-chan (nos acréscimos) fizeram os gols da surpreendente virada sul-coreana. Apesar da derrota, Portugal passou em primeiro lugar do grupo. Já a Coréia do Sul conseguiu uma classificação emocionante para as oitavas de final, despachando Uruguai e Gana.
  - Camarões  1-0  Brasil, fase de grupos: já classificado e jogando com a equipe reserva, o Brasil perdeu para Camarões por 1x0, com gol de Aboubakar, sendo esta a primeira derrota do Brasil para seleções africanas em copas do mundo. Apesar da histórica vitória, os Camarões não conseguiram chegar às oitavas de finais, alcançando 4 pontos contra 6 de Suíça e Brasil.
  - Marrocos  0(3)-(0)0  Espanha; 1-0  Portugal, oitavas e quartas de final, respectivamente: Marrocos chocou o planeta ao vencer as favoritas seleções de Espanha e Portugal na fase eliminatória. A vitória nas quartas de final contra Portugal ficou marcada pela despedida de Cristiano Ronaldo em copas, e pela primeira classificação da história de uma seleção africana para uma semifinal de Copa do Mundo.
  - Croácia  1(4)-(2)1  Brasil, quartas de final: após empate sem gols no tempo normal, Neymar abriu o placar para o Brasil no final do primeiro tempo da prorrogação. Porém, faltando 4 minutos para o fim da partida, Bruno Petković deixou tudo igual. Na disputa por pênaltis, a Croácia levou a melhor, se classificou para a semifinal pela segunda copa consecutiva, e surpreendeu o mundo ao eliminar uma das grandes favoritas ao título mundial.

### Copa do Mundo Feminina
- 1995
  - Noruega  1-0  Estados Unidos, 2-0  Alemanha, semifinal e final: A Noruega conquista o título inédito da Copa do Mundo Feminina de 1995, sendo o segundo país a conseguir esse feito.
- 1999
  - Dinamarca  1-3  Coreia do Norte, 0-2  Nigéria, fase de grupos: a Dinamarca, uma das melhores seleções de futebol feminino da Europa, acabou perdendo todos os jogos da fase de grupos e sendo eliminada de forma precoce da competição.
  -  Alemanha 1-1  Itália, fase de grupos: após empates com Brasil e Itália e vitória de 6x0 sobre o México, a Alemanha passa em segundo no seu grupo e é consequentemente eliminada pelos anfitriões Estados Unidos por 3x2, terminando em oitavo na classificação geral e amargando sua pior campanha na história das Copas do Mundo.
- 2003
  -  Gana 2-1  Austrália, fase de grupos.
- 2007
  -  Coreia do Norte 2-2  Estados Unidos, fase de grupos: a Coreia do Norte consegue um empate histórico com os Estados Unidos, elimina a Suécia na fase de grupos com um saldo maior que o das escandinavas e avança pela primeira vez às quartas de final.
  -  Brasil 4-0  Estados Unidos, semifinais: com uma goleada histórica, o Brasil elimina os EUA e chega à final da Copa do Mundo pela primeira vez, onde perde para a Alemanha.
- 2011
  -  Nigéria 1-0  Canadá, fase de grupos.
  -  México 1-1  Inglaterra, fase de grupos: o México conquista seu primeiro ponto na história da Copa do Mundo ao empatar com a Inglaterra.
  -  Austrália 2-1  Noruega, fase de grupos: a Austrália vence a Noruega de virada com dois gols de Simon e um de Elise Hove Thorsnes para a Noruega, decretando a primeira eliminação das norueguesas na primeira fase da Copa do Mundo.
  -  Japão 1-0  Alemanha, quartas de final: o Japão vence a anfitriã e vigente campeã Alemanha de forma histórica, chegando pela primeira vez às semifinais.
  -  Japão 0(3)-(1)0  Estados Unidos, final: o Japão vence os Estados Unidos nos pênaltis e fatura sua primeira Copa do Mundo, sendo a primeira seleção asiática a fazê-la.
- 2015
  -  Colômbia 2-0  França, fase de grupos: a Colômbia garante a primeira vitória na Copa do Mundo em cima de uma zebra histórica sobre as francesas e garante também uma classificação inédita para as oitavas de final entre as quatro melhores terceiras colocadas.
  -  Austrália 1-0  Brasil, oitavas de final: com gol de Simon, a Austrália elimina o Brasil de forma precoce no Mundial.
- 2019
  -  Japão 0-0  Argentina, fase de grupos: a Argentina garante o seu primeiro ponto na história das copas, ao empatar com o Japão na fase de grupos.
  -  Países Baixos 1-0   Suécia, semifinais: na prorrogação, Jackie Groenen anotou o gol da classificação inédita dos Países Baixos para a final da Copa do Mundo.
- 2023
  -  Jamaica 0-0  Brasil, fase de grupos: a Jamaica tira a vaga do Brasil nas oitavas.

### Jogos Olímpicos
- 1964
  -  Japão 3-2  Argentina, primeira fase.
  -  Guatemala 1-0  Tchecoslováquia, primeira fase.
- 1968 - O  Japão bate a  França nas quartas (3 x 1), perde as semifinais, mas ganha o bronze em cima do anfitrião  México (2 x 0).
- 1972 -  Irã 1-0  Brasil, primeira fase.
- 1988 - Zâmbia 4-0 Itália, primeira fase.
- 1992 - Disputa do bronze é Gana x Austrália (vitória africana)
- 1996
  -  Japão 1-0  Brasil, primeira fase.
  - A Nigéria vence o Brasil na semifinal (4-3, morte súbita) e da Argentina na final(3-2, marcando 3 gols nos últimos 15 minutos)[20]
- 2000 - Camarões bate o Brasil nas quartas de final (2-1 na morte súbita), passa pelo Chile na semifinal e vence a Espanha na final (pênaltis).[20]
- 2004
  - O Iraque bateu Portugal(4-2), e chegou às semifinais (perdendo para o Paraguai) e acabou em 4°, perdendo o bronze para a Itália.
  - Costa Rica 4-2 Portugal, primeira fase.
- 2008 - Bélgica 3-2 Itália, primeira fase
- 2012
  - A então campeã mundial Espanha perde para Japão e Honduras por 1-0, caindo na primeira fase sem pontos.[21]
  - A Coreia do Sul bate a anfitriã Grã-Bretanha nas quartas,[22] e eventualmente vence o bronze sobre outro asiático, o Japão.[23]
  -  México 2-1  Brasil, final.[24]
- 2016
  -  Brasil 0-0  África do Sul,  Iraque, fase de grupos
  -  Coreia do Sul 1-0  México, fase de grupos
  -  Argentina 1-1  Honduras, fase de grupos
  -  Honduras 1-0  Coreia do Sul, quartas de finais
- 2020
  -  México 4-1  França, fase de grupos
  -  Japão 4-0  França, fase de grupos
  -  Nova Zelândia 1-0  Coreia do Sul, fase de grupos
  -  Austrália 2-0  Argentina, fase de grupos

### Copa das Confederações
- 1997:  Austrália 1-0  Uruguai, semifinal[25]
- 1999:  México 1-0  Brasil, final[25]
- 2001:  México 0-2  Austrália, final[25]
- 2003:  Camarões1-0  Brasil, primeira fase[25]
- 2003:  México 1-0  Brasil, primeira fase[25]
- 2009:  Espanha 0-2  Estados Unidos, semifinal - Os campeões europeus, considerados favoritos do torneio, veem sua sequência invicta de 35 jogos ser quebrada pelos norte-americanos.[26]

### Eliminatórias da Copa
- 1962 -  Luxemburgo 4-2  Portugal: A pequena nação que havia perdido 17 jogos seguidos nas eliminatórias (inclusive o jogo de ida em Lisboa por 6-0) bate a equipe de Eusébio em casa.[27]
- 1990 -  França 1-1  Chipre: Egressos de duas semifinais da Copa, Les Bleus cedem o empate à pequena nação insular. Seria o único ponto cipriota nas eliminatórias, e os franceses perderiam a vaga por um ponto.[27][28]
- 1994
  -  Bolívia 2-0  Brasil - O Brasil perde pela primeira vez na história das eliminatórias, afetados pela altitude de La Paz e levando dois gols no final.[27]
  -  Colômbia 5-0  Argentina - Em plena Buenos Aires, os argentinos são goleados pela forte equipe de Carlos Valderrama, Faustino Asprilla e Freddy Rincón, sendo forçados a jogar a repescagem com a Austrália para buscar a vaga na Copa.[27]
  -  2-3  Israel - Precisando apenas do empate para se classificar, os franceses perdem com dois gols nos últimos sete minutos. Na partida seguinte, são eliminados pela Bulgária em plena Paris com um gol no último minuto.[27]
- 2002
  - Letônia 1-1 San Marino (Eliminatórias para a Copa do Mundo FIFA de 2002): Em plena cidade de Riga, a frágil seleção de San Marino arranca um surpreendente empate com os donos da casa. Por causa do resultado, o treinador inglês Gary Johnson acabaria demitido do selecionado letão.
- 2006: Portugal 2-2 Liechtenstein: A inexpressiva seleção de Liechtenstein surpreendeu toda a Europa ao empatar com a temida Seleção de Portugal por 2 a 2. No dia seguinte, o resultado foi manchete no mundo inteiro - o diário esportivo "A Bola" colocou na página principal o título "A piada da Europa".[29]
- 2010
  - Bolívia 6-1 Argentina: Foi a maior derrota dos Hermanos desde os 6 a 1 aplicados pela Tchecoslováquia na Copa de 1958.
  - Marrocos 1-2 Gabão: Marrocos, que disputou quatro Copas do Mundo, é derrotado em casa pelo Gabão, que nunca tinha ido a uma edição do torneio por 2 a 1, em plena Casablanca.[30]
- 2014
  - Venezuela 1-0 Argentina - pela primeira vez na sua história, os venezuelanos venceram os argentinos, nas eliminatórias da Copa de 2014.
- 2018
  - Andorra 1-0 Hungria - Considerada uma das mais inexpressivas seleções de futebol da Europa, Andorra venceu a tradicional equipe da Hungria por 1 a 0, gol marcado pelo zagueiro Marc Rebés. Este foi, ainda, o primeiro triunfo em jogos oficiais desde 2004.[31]
  - França 0-0 Luxemburgo - Considerada uma das favoritas para a Copa de 2018, a França amargou um empate sem gols com Luxemburgo, que segurou o resultado em Toulouse apesar de sofrer 32 finalizações contra o gol de Jonathan Joubert. Foi a primeira vez desde 1914 (quando Luxemburgo venceu por 5 a 4, única vitória dos D'Roud Leiwen na história do confronto) que a França não derrotou o rival - nos outros 17 jogos oficiais entre as 2 equipes, foram 16 vitórias dos Bleus.[32]
  -  Trinidad e Tobago 2-1  Estados Unidos - A Seleção Estadunidense era tida quase como certa na Copa de 2018, já que possui mais tradição e elenco mais forte que as demais equipes da sua confederação (com exceção do México), mas não correspondeu às expectativas, perdendo na última rodada do hexagonal final para Trinidad e Tobago, que até então havia conquistado 1 vitória e 8 derrotas, já estando com o último lugar garantido. Os EUA terminaram em quinto, devido a derrota para os trinitenses e os resultados dos demais jogos, não atingindo nem a vaga para a repescagem, o que alcançaria caso tivesse ao menos empatado, já que ficaria em quarto.
- 2022
  -  Macedônia do Norte 1-0  Itália - A Macedônia do Norte surpreende e elimina a Itália.
  -  Sérvia 2-1  Portugal - mesmo jogando em casa, Portugal cai para a Sérvia e é obrigado a jogar a repescagem para ir ao mundial.

### Torneios continentais
- 1963 - Bolívia surpreende e ganha a Copa América numa final decidida contra o Paraguai, e derrota o Brasil na última rodada do hexagonal final por 5-4.
- 1973 -  Trinidad e Tobago 4-0  México (Campeonato da CONCACAF de 1973): A mais tradicional equipe da CONCACAF é batida pelo arquipélago caribenho, garantindo o título (que valia uma vaga para a Copa do Mundo de 1974) para o  Haiti.[27]
- 1990 - Ilhas Faroe 1-0 Áustria - Eliminatórias da Eurocopa de 1992.
- 1992 - Alemanha 0-2 Dinamarca - Em seu primeiro torneio oficial após a reunificação, a Alemanha é surpreendida pela Dinamarca por 2 a 0, gols de John Jensen e Kim Vilfort. O mais surpreendente é que a Dinamáquina (apelido que "pegou" após a participação do país na Copa de 1986) foi escolhida como substituta da Iugoslávia, que foi suspensa em decorrência dos conflitos que ocorriam em seu território.
- 2001 -  Honduras 2-0  Brasil, Copa América de 2001: Equipe sem tradição que só foi para o torneio como convidada, Honduras elimina a Seleção Brasileira, tetracampeã mundial na época, nas quartas-de-final do torneio continental.[33] Belletti (contra) e Saúl Martínez marcaram os gols da vitória hondurenha.
- 2004 - A Grécia vence a Eurocopa após bater a França, República Tcheca e, por fim, Portugal, o país anfitrião, na final.[34]
- 2007 - Peru 3-0 Uruguai, válido pela Copa América de 2007.
- 2012
  -  Guiné Equatorial 1 - 0  Líbia (Campeonato Africano das Nações de 2012) - Estreante na CAN, a Guiné Equatorial, sede da competição junto com o Gabão, venceu a Líbia por 1 a 0, gol marcado por Javier Balboa (ex-Real Madrid e Benfica).[35]
  -  Zâmbia 1 - 0  Senegal (Campeonato Africano das Nações de 2012) - Os zambianos não tomaram conhecimento do favoritismo do Senegal, vencendo-o por 2 a 1, gols de Emmanuel Mayuka e Rainford Kalaba (Moussa Sow descontaria para os senegaleses)[36]
  -  Nova Caledônia 2-0  Nova Zelândia (Copa das Nações da OFC de 2012) - A equipe mais forte da Oceania perde a semifinal do torneio continental.[37] O eventual campeão seria o Taiti.[38]
- 2014 - Eliminatórias da Eurocopa de 2016: em novembro de 2014, três seleções inexpressivas da Europa conquistaram resultados surpreendentes:  San Marino conquistou seu primeiro ponto em eliminatórias da Eurocopa ao empatar sem gols contra a  Estónia, encerrando uma sequência de 61 derrotas seguidas;[39]  Liechtenstein derrotou a  Moldávia por 1 a 0, com gol de Burgmeier em plena Chișinău, enquanto que as  Ilhas Faroé causaram a maior zebra da rodada ao derrotar a  Grécia por 1 a 0, gol de Edmundsson em pleno Pireu,[40] o resultado causou a demissão do técnico da seleção grega, Claudio Ranieri.[41]
- Inglaterra 1 - 2  Islândia (Eurocopa de 2016): estreante em competições internacionais, a Islândia surpreendeu a tradicional Seleção Inglesa por 2 a 1 - Wayne Rooney marcou de pênalti para o English Team, enquanto Ragnar Sigurðsson e Kolbeinn Sigþórsson fizeram os gols da equipe,[42] que parou nas quartas-de-final contra a França.
- Argélia 0 - 1  Guiné Equatorial (Campeonato Africano das Nações de 2021): considerada uma das seleções favoritas ao título, a Argélia foi surpreendida pela Guiné Equatorial, que venceu por 1 a 0, gol de Esteban Obiang.[43] A derrota significou também a quebra de uma invencibilidade que durava 35 jogos.[44]
- Gana 2 - 3  Comores (Campeonato Africano das Nações de 2021): uma das 2 seleções estreantes na Copa Africana ao lado da Gâmbia, Comores venceu Gana (tetracampeã da competição) por 3 a 2 - chegou a abrir 2 gols de vantagem e permitiu que Richmond Boakye e Alexander Djiku empatassem, porém Ahmed Mogni fez o gol da vitória dos Celacantos, causando a eliminação dos Estrelas Negras ainda na primeira fase, o que não ocorria desde 2006.[45]
- Suíça  3(5)-(4)3  França (Eurocopa 2020). A Suíça surpreende ao vencer a campeã mundial França nos pênaltis e eliminar os bleus de maneira precoce na competição.
- Tchéquia 2-0  Países Baixos (Eurocopa 2020). Os Países Baixos, embalados após três vitórias seguidas na fase de grupos, são eliminados de maneira precoce nas oitavas de finais para a República Tcheca, que passou como terceira colocada em seu grupo.
- Eslováquia 1-0  Bélgica (Eurocopa 2024): a forte seleção belga perde na estreia para a fraca Eslováquia.
- Geórgia 2-0  Portugal (Eurocopa 2024): na última rodada da fase de grupos, a estreante Geórgia consegue sua primeira vitória na competição e classificação heroica para as oitavas de final diante da favorita seleção portuguesa de Cristiano Ronaldo.

## Zebras internacionais
- Swindon Town 3-1 Arsenal (Final da Copa da Liga Inglesa de 1969).
- Arsenal 1-2 Wrexham (FA Cup 1992).
- Wimbledon 1-0 Liverpool (final da FA Cup de 1988, gol marcado por Lawrie Sanchez).
- Calais 3-1 Bordeaux (Copa da França de 2000).
- Real Unión 3-1 Real Madrid (Copa do Rei 2008-09) (volta: Real Madrid 4 x 3 Real Unión. Pelo critério do gol marcado fora, o Unión eliminou os merengues).
- Flamengo 0-3 América do México (Copa Libertadores da América de 2008) - após perder o primeiro jogo por 4-2 no Estádio Azteca o América derrubou o favoritisimo rubro-negro e derrotou o Flamengo em pleno Maracanã, conseguindo assim a vaga nas quartas-de-final
- Copa Libertadores da América de 2009: o Defensor do Uruguai elimina o favoritíssimo Boca Juniors em plena La Bombonera, vencendo o jogo por 1-0.
- Burnley 1-0 Manchester United (FA Cup 2009-10): Os Red Devils, então tricampeões da Premier League, acabou derrotado pelo Burnley, recém-promovido à competição, graças a um belo gol de Robbie Blake.
- O Barnsley, time da Segunda Divisão inglesa, protagonizou 2 zebras na Copa da Inglaterra 2007-08, eliminando os tradicionais Liverpool (vitória por 2 a 1 em pleno Anfield Road, gols marcados por Stephen Foster e Brian Howard), na quinta fase, e Chelsea (1 a 0, gol de Kayode Odejayi), nas quartas-de-final. A surpreendente campanha dos Tykes na competição se encerrou após uma derrota por 2 a 1 para o Cardiff City, que também jogava a Segunda Divisão.
- Qarabağ 1-0 Rosenborg (Liga Europa da UEFA 2009-10): com um gol marcado por Rashad Sadygov, o time azeri derrota os noruegueses do Rosenborg por 1 a 0 na primeira elimatória da Liga Europa.
- Barcelona 1-2 Rubin Kazan: após dez meses de invencibilidade na Liga dos Campeões da UEFA, o Barcelona sofreu seu primeiro grande revés em 2009: uma derrota para o Rubin, atual campeão russo, por 2 a 1, em pleno Camp Nou. Os gols do time da Tartária foram marcados por Alejandro Domínguez e Aleksandr Ryazantsev.[46]
- Rangers 1-4 Unirea (Liga dos Campeões UEFA 2009-10): estreante em um torneio continental de grande porte, o Unirea não tomou conhecimento do Rangers e massacrou o time escocês por 4 a 1, em pleno Ibrox Stadium. Os gols romenos foram marcados por Marius Bilaşco, Kyle Lafferty (contra), Lee McCulloch (também contra) e Pablo Brandán. O brasileiro Ricardo Vilana, revelado na Portuguesa Santista, marcou o gol do Rangers, que também foi contra.[47]
- Alcorcón 4-0 Real Madrid: Um ano após a derrota para o Real Unión, os Merengues levaram uma goleada do Alcorcón, que atuava na Terceira Divisão Espanhola. Tal goleada motivou uma brincadeira da torcida: "Alcorconazo" (referência ao Maracanaço da Copa de 1950).
- Quevilly 1-0 Rennes: Uma das mais tradicionais equipes do futebol francês, o Rennes amargou uma derrota por 1 a 0 para o Quevilly, equipe de nível amador que disputava a quarta divisão na época.
- Plabennec 2-0 Nancy: Outro time importante da França, o Nancy, caiu na fase de dezesseis-avos de final para o também pequeno time do Plabennec, que disputava a terceira divisão francesa.
- Guingamp 0-1 Boulogne: Então campeão da Copa da França, o Guingamp perdeu para o Boulogne por 1 a 0, gol de Alexandre Cuvillier.
- Manchester United 0-1 Leeds United (FA Cup 2009-10) - O tradicional Leeds United causa uma surpresa ao eliminar o favorito Manchester United, em pleno Old Trafford. O gol foi marcado por Jermaine Beckford.[48]
- Portsmouth 2-0 Tottenham (FA Cup 2009-10) - Em séria crise financeira, o Portsmouth surpreende e elimina o Tottenham com gols de Frédéric Piquionne e Kevin-Prince Boateng.
- O Fulham da Inglaterra surpreende na Liga Europa da UEFA 2009/10 ao eliminar times de primeira linha no futebol europeu, como o Shakhtar Donetsk (Ucrânia), a Juventus (Itália), o Wolfsburg (Alemanha) e o Hamburgo (Alemanha). No entanto, os Cottagers não resistiram ao Atlético de Madri e foram derrotados por 2 a 1 na final.
- Sibir 1-0 PSV Eindhoven (Liga Europa da UEFA 2010/11): lanterna do Campeonato Russo, o Sibir surpreendeu o PSV por 1 a 0. O gol foi marcado por Aleksandr Degtyarev, já no final da partida.[49]
- Mazembe 1-0 Pachuca (Mundial de Clubes 2010) - O Mazembre não era considerado favorito frente aos mexicanos do Pachuca. Mas a equipe da República Democrática do Congo contrariou as expectativas e bateu os mexicanos por 1 a 0 - gol de Mbenza Bedi.[50]
- Mazembe 2-0 Internacional (Mundial de Clubes 2010) - Favorito destacado para a vitória, o Internacional jogou fora a chance do bicampeonato do Mundial ao ser derrotado pelo Mazembe por 2 a 0. Os gols foram marcados por Mulota Kabangu e Dioko Kaluyituka.[51]
- Copa Libertadores da América de 2011 - O Brasil nunca havia passado por um vexame de ficar sem quatro dos seus cinco representantes na competição desde 1994. Cruzeiro, Grêmio, Internacional e Fluminense acabaram sendo eliminados no jogo de volta, deixando o Santos como único representante brasileiro nas quartas-de-final. A eliminação mais surpreendente foi a do Cruzeiro, time de melhor campanha na primeira fase, que acabou sendo derrotado por 2 a 0 pelo Once Caldas, campeão da Libertadores de 2004. Dayro Moreno e John Pajoy marcaram os gols que classificaram o time colombiano.[52]
- Roma 1 (1)-(2) 1 Slovan Bratislava (Liga Europa da UEFA 2011-12 / Play-off) - O Slovan Bratislava da Eslováquia, que nunca havia disputado o torneio (mesmo quando ainda se chamava Copa da UEFA), surpreendeu a Roma ao vencer os giallorossi por 1 a 0. Com o empate em 1 a 1, os Belasí garantiram a vaga.[53]
- Panathinaikos 3 (4)-(5) 1 Odense (Liga dos Campeões 2011-12 / Segunda fase) - Após empatarem em 1 a 1 na Dinamarca, os gregos do Panathinaikos acabaram capitulando diante do Odense, que venceu por 4 a 3 com gols de Espen Ruud, Bashkim Kadrii e Hans Andreasen.[54]
- Malmö 1 (2)-(1) 1 Rangers (Liga dos Campeões 2011-12 / Segunda fase) - Tentando reverter a vantagem conquistada pelo Malmö (que chegou a ser vice-campeão da Liga dos Campeões), o Rangers chegou a sonhar com a vaga quando Nikica Jelavić abriu o placar. Mas o gol de Jiloan Hamad sepultou os planos dos Gers.[55]
- Partizan Belgrado 1 (2)-(3) 2 Shamrock Rovers (Liga Europa da UEFA 2011-12 / Play-off) - Em plena Belgrado, o Shamrock Rovers tornou-se o primeiro clube irlandês a disputar uma edição da Liga Europa (inclui a fase em que o torneio era chamado de Copa da UEFA) ao bater o Partizan por 3 a 2 na prorrogação. Vladimir Volkov abriu o placar para os sérvios, mas gols de Pat Sullivan e Stephen O'Donnell decretaram a classificação do clube de Dublin.[56]
- TA Rennes 2 (4)-(3) 2 Nantes (Copa da França 2011-12 / Oitava rodada) - Fora de casa, o Nantes acabou sendo eliminado pelo TA Rennes, equipe amadora que disputa a Liga de Futebol da Bretanha.[57]
- Mirandés 2 - 1 Espanyol (Copa do Rei de 2011-12) - O Mirandés, equipe que disputava a Terceira Divisão espanhola (Segunda División B), surpreendeu o tradicional time do Espanyol por 2 a 1, mas um detalhe pesou a seu favor: marcou dois gols fora, contra apenas um dos catalães. Pablo Infante e César Caneda foram os responsáveis pela surpreendente vitória.[58]
- Dudelange 1 - 0 Red Bull Salzburg (Liga dos Campeões da UEFA de 2012-13 - Rodadas de Qualificação) - A equipe luxemburguesa do Dudelange, então 10 vezes campeã nacional, surpreendeu os austríacos do Red Bull Salzburg por 1 a 0. O gol da vitória foi marcado por Aurélien Joachim.[59]
- Milton Keynes Dons 4 - 0 Manchester United (Copa da Liga Inglesa de 2014-15) - O Manchester United mandou uma equipe reserva para enfrentar o MK Dons, equipe fundada por diretores do Wimbledon, e ainda assim era o grande favorito. Porém, acabaram sofrendo uma goleada de 4 a 0 para o clube da Terceira Divisão inglesa.[60] O meia Ben Reeves (revelado pelo Southampton) e o atacante Will Grigg foram os destaques.
- Celtic 0 - 1 Maribor (Liga dos Campeões da UEFA de 2014-15 - Rodadas de Qualificação) - Fora da Champions desde a edição de 1999-00, o Maribor da Eslovênia conquistou uma surpreendente classificação à fase de grupos ao suplantar o Celtic, em plena Glasgow, por 1 a 0.[61] Marcos Tavares, atacante que chegou a defender Atlético Paranaense e Grêmio e que desde 2008 atua nos "Vijoličasti", foi o herói da classificação.
- Lincoln Red Imps 1 - 0 Celtic (Liga dos Campeões da UEFA de 2016-17 - Rodadas de Qualificação): 22 vezes campeão gibraltino, o Lincoln Red Imps protagonizou a maior surpresa da segunda fase de classificação da Liga dos Campeões ao derrotar o Celtic por 1 a 0, no Victoria Stadium.[62] O gol foi marcado por Lee Casciaro, que, fora dos gramados, trabalha como policial.
- Parma 1-0 Juventus (Serie A 2014-15) - Lanterna e falido na época, o Parma consegue uma vitória contra a líder do campeonato.
- O Dnipro da Ucrânia surpreende na Liga Europa da UEFA 2014/15 ao eliminar times de primeira linha no futebol europeu, como o Olympiacos (Grécia), o Ajax (Países Baixos), o Club Brugge (Bélgica) e o Napoli (Itália). No entanto, a equipe de Dnipropetrovsk não resistiu ao Sevilla e foi derrotada por 3 a 2 na final.
- Sheffield Wednesday 3-0 Arsenal (Copa da Liga Inglesa de 2015–16) - Clube que conquistou 4 títulos do Campeonato Inglês, o Sheffield Wednesday, atualmente na Segunda Divisão, derrotou o Arsenal (que mandou um time predominantemente reserva) por 3 a 0. Ross Wallace, Lucas João e Sam Hutchinson marcaram os gols do jogo. Foi a primeira vitória das Corujas em 6 partidas contra os Gunners.[63]
- Liderado pelo atacante Alan Shearer, o Blackburn Rovers tornou-se o primeiro clube vencedor da Premier League que não integrava o "Top Four" (grupo que tinha, na época, Manchester United, Arsenal, Liverpool e Chelsea).
- Na temporada 2015/16, o Leicester City conquistou pela primeira vez o Campeonato Inglês, 1 ano após escapar da queda à Segunda Divisão. Treinados por Claudio Ranieri, que havia deixado o comando da Seleção Grega em 2015 e chegou a declarar que a missão era evitar novamente o rebaixamento do time, os Foxes contrariaram as expectativas e, graças aos gols de Jamie Vardy, auxiliado pelo franco-argelino Riyad Mahrez, desbancaram Tottenham, Manchester City e Arsenal para ficar com o título, após o empate por 2 a 2 entre Chelsea e Tottenham, no Stamford Bridge.[64]
- Progrès Niedercorn 2 - 1 Rangers (Liga dos Campeões da UEFA de 2017–18 – Rodadas de Qualificação) - Em sua reestreia em competições internacionais, o Rangers foi surpreendido pelo Progrès Niedercorn,[65] 4º colocado no Campeonato Luxemburguês de 2016-17, por 2 a 0, gols marcados por Emmanuel Françoise e Sébastien Thill. Esta foi a primeira vitória do Progrès na história da competição.
- Bristol City 2 - 1 Manchester United (Copa da Liga Inglesa de 2017–18) - O Bristol City eliminou o Manchester United com um gol de Korey Smith no último lance do jogo.[66] Joe Bryan abriu o placar e o empate veio com Zlatan Ibrahimović, que, após uma grave lesão no joelho, marcou pela primeira vez pelos Red Devils desde sua volta aos gramados.
- Nottingham Forest 4 - 2 Arsenal (Copa da Inglaterra de 2017–18) - Bicampeão da Liga dos Campeões da UEFA na década de 1970, o Nottingham Forest surpreendeu o Arsenal,[67] que mandou a campo um time reserva, e derrotou o clube londrino por 4 a 2. Eric Lichaj, Ben Brereton e Kieran Dowell, num lance que gerou polêmica (ele escorregou na hora de cobrar o pênalti e o pé direito bateu na bola, porém o árbitro não viu a irregularidade), marcaram os gols do Forest.
- Wigan 1 - 0 Manchester City (Copa da Inglaterra de 2017–18) - Campeão da Copa da Inglaterra em 2012-13, o Wigan surpreendeu o favorito Manchester City por 1 a 0, gol de Will Grigg. Os Citizens finalizaram 29 vezes, contra apenas 4 dos Latics, mas não conseguiu evitar a eliminação. Esta foi a terceira vitória consecutiva do Wigan sobre o City na competição[68]
- Andrézieux 2 - 0 Olympique de Marseille (Copa da França de 2018–19) - Atualmente na quarta divisão nacional, o Andrézieux eliminou o tradicional Olympique de Marseille, que atuou com um time misto, por 2 a 0, em partida realizada no Stade Geoffroy-Guichard, em Saint-Étienne.[69] Bryan Ngwabije e Florian Milla foram os autores dos gols.
- Colchester United 0 - 0 Tottenham (4 - 3 nos pênaltis) (Copa da Liga Inglesa de 2019–20) - O Colchester United, que disputa a League Two (quarta divisão inglesa), surpreendeu o Tottenham na decisão por pênaltis por 4 a 3 - os U's (que chegaram a disputar a Segunda Divisão por 8 vezes) acertaram 4 cobranças, enquanto Christian Eriksen e Lucas Moura desperdiçaram para os Spurs.[70]
- Alcoyano 2 - 1 Real Madrid (Copa del Rey de 2020–21): com um time misto, o Real Madrid foi eliminado na prorrogação pelo Alcoyano, clube da Segunda División B (terceira divisão),[71] com gols de José Solbes e Juanan para a equipe da Comunidade Valenciana, enquanto Éder Militão fez o gol dos Merengues, que terminaram com um jogador a mais (Ramón López levou o cartão vermelho no segundo tempo da prorrogação). Foi a quinta eliminação do Real Madrid para um clube da terceira divisão na história.
- USV Hercules 3 - 2 Ajax (Copa dos Países Baixos de 2023–24) - Clube da quarta divisão nacional, o USV Hercules surpreendeu ao eliminar o Ajax por 3 a 2. Mandando o jogo no Stadion Galgenwaard, a equipe abriu 2 a 0 com Tim Pieters e chegou a sofrer o empate nos minutos finais, com Brian Brobbey e Chuba Akpom.  Aos 48 minutos do segundo tempo, o zagueiro Mats Grotenberg marcou o gol da classificação do USV Hercules, eliminando os Ajacieden da competição.[72]
- Plymouth Argyle 1 - 0 Liverpool (Copa da Inglaterra de 2024–25) - Lanterna da EFL Championship, o Plymouth Argyle surpreendeu ao eliminar o Liverpool (que escalou um time reserva) com um gol de pênalti de Ryan Hardie[73]. Foi a primeira vitória dos Pilgrims sobre os Reds desde 1956, e também a primeira vitória de uma equipe das divisões de acesso sobre um time da Premier League desde 2018.
- Mundial de Clubes FIFA de 2025
  - Real Madrid 1 - 1 Al-Hilal - O Real Madrid, um dos times mais fortes do mundo, fica só no empate com a equipe saudita, com direito a pênalti defendido por Yassine Bounou nos acréscimos do segundo tempo.
  - Inter Miami 2 - 1 Porto - De virada, o Inter Miami venceu o tradicional time de Portugal, com direito a gol de falta de Lionel Messi. Esta foi a primeira vitória na história de uma equipe americana sobre uma equipe europeia em competições oficiais.
  - Botafogo 1 - 0 Paris Saint-Germain - Na segunda rodada da competição, o Botafogo surpreendeu o mundo ao vencer o então campeão da Liga dos Campeões da UEFA que vinha de goleadas sobre a Inter de Milão na Final da Liga dos Campeões da UEFA de 2024–25 por 5 a 0 e o Atlético de Madrid na primeira rodada do mundial por 4 a 0. Esta foi a primeira vitória de uma equipe sul-americana sobre uma equipe europeia em competições oficiais desde 16 de dezembro de 2012, quando o Corinthians venceu o Chelsea por 1 a 0 na Final da Copa do Mundo de Clubes da FIFA de 2012.
  - Fluminense 2 - 0 Inter de Milão - Nas oitavas de final, a equipe carioca não tomou conhecimento da vigente vice-campeã da Liga dos Campeões da UEFA e venceu por 2 a 0, avançando para as quartas de final.
  - Al-Hilal 4 - 3 Manchester City - Também pelas oitavas de final, o Al-Hilal surpreendeu o mundo ao vencer uma das equipes mais fortes e temidas do mundo (e também o único time com 100% de aproveitamento na fase de grupos) em um jogo eletrizante e cheio de gols que foi para a prorrogação. Esta foi a primeira vitória de uma equipe asiática sobre uma equipe europeia em torneios oficiais na história.

## Zebras do futebol brasileiro
- 1954 - Calouros do Ar 1-0 Botafogo.
- 1969 - Esportivo 1-0 Grêmio, 1ª zebra da loteria esportiva do Brasil.
- 1972 - Ceará 2-1 Santos, na milésima partida de Pelé com a camisa do Santos, o Ceará ganha de virada, com gols de Samuel e Da Costa. O gol do Santos foi do "Rei".
- 1978 - Guarani 1-0 Palmeiras, o Bugre torna-se Campeão Brasileiro. É a primeira vez que um clube do interior conquista o principal título do campeonato brasileiro
- 1986 - Palmeiras 1-2 Inter de Limeira, no qual o Palmeiras poderia sair de uma fila de títulos que durava incômodos nove anos no Campeonato Paulista.
- 1990 - Pela primeira vez na história do Campeonato Paulista, uma final inédita com dois clubes do interior: Bragantino x Novorizontino (com o título para o Braga).
- 1991 - Criciúma é campeão na Copa do Brasil ao empatar em 0-0 sobre o Grêmio (no jogo de ida em Porto Alegre, o Tigre empatou em 1-1). É a primeira conquista do Tigre, do futebol catarinense e também a inédita disputa na Libertadores da América em 1992 e também o primeiro clube campeão da Copa do Brasil que não participava da Série A do Campeonato Brasileiro do mesmo ano.
- 1992 - O Vasco é eliminado por CSA na Copa do Brasil.[74]
- 1993 - O Internacional é eliminado pelo Londrina na Copa do Brasil.[74]
- 1994 - O Fluminense é eliminado pelo Linhares na primeira fase da Copa do Brasil.[74]
- 2002
  - O Brasiliense chega à final da Copa do Brasil, derrotando o Fluminense nas quartas e o Atlético-MG na semifinal.
  - O ASA de Arapiraca elimina o Palmeiras na Copa do Brasil. Venceu o primeiro jogo por 1 a 0, e mesmo com a derrota por 2 a 1, levou a melhor pelo gol marcado fora.[74]
- 2004
  - Vasco 0-3 15 de Novembro, pela Copa do Brasil, o Vasco foi eliminado em pleno São Januário após ter empatado o jogo de ida em 1-1. Por este mesmo placar, em 2005, o Baraúnas venceu os cariocas, também em São Januário.[74]
  - Pela segunda vez, a final do campeonato Paulista teve dois clubes de pouca expressão: São Caetano X Paulista de Jundiaí, com o título para o Azulão (São Caetano).
  - Flamengo 0-2 Santo André, no qual o Ramalhão tornou-se campeão da Copa do Brasil em pleno Maracanã.[74]
- 2005 - Fluminense 0-0 Paulista, no qual o Paulista tornou-se Campeão da Copa do Brasil no São Januário.[74]
- 2006
  - O Bahia de Feira vence o Campeonato Baiano, em cima do Vitória.
  - O Santos é eliminado pelo Ipatinga na Copa do Brasil.[74]
  - Santa Cruz 4-1 Cruzeiro, no Brasileirão.
  - Sport 2-3 Portuguesa, no qual a Portuguesa se salvou do rebaixamento da Série B para a Série C em pleno Recife.
  - Ferroviário 7-2 Bahia
- 2007
  - Internacional 1-2 Veranópolis - O Internacional, campeão do Mundial Interclubes em 2006, foi eliminado do Campeonato Gaúcho pelo Veranópolis, que nunca conquistara um título estadual.[75]
  - Santos 2-3 América-RN - O time potiguar marcou três gols no Peixe em plena Vila Belmiro. Foi a única vitória expressiva conquistada pelo América, que terminaria rebaixado por antecipação.
- 2008
  - Atlético-PR 1-1 (3-4 nos pênaltis) Corinthians-AL - Pouco depois de bater o recorde de vitórias seguidas do clube, o Atlético foi eliminado da Copa do Brasil pelo desconhecido Corinthians de Alagoas.
  - Grêmio 2-1 (3-4 nos pênaltis) Atlético-GO - O Grêmio, depois de perder o primeiro jogo de 2-1, conseguiu o empate em casa e foi eliminado nos pênaltis na Copa do Brasil pelo Atlético Goianiense, que mais tarde ganharia o Brasileirão Série C.
- 2009
  - Flamengo 1-3 Resende - Time perdeu para o Resende nas semifinais da Taça Guanabara por 3-1 e foi eliminado, contrariando o seu amplo favoritismo.[76]
  - Na Copa do Brasil: o Botafogo é eliminado pelo Americano, nos pênaltis, após dois resultados de 2 a 1 para cada time;[77] o tradicional Santos é eliminado pelo CSA ao perder por 1-0 em casa.[78]
- 2010 - São Raimundo 1-0 Botafogo na Copa do Brasil: Três dias após golear o Resende na Taça Guanabara, o alvinegro carioca é derrotado pelo São Raimundo, em Santarém (Pará), com um gol marcado pelo atacante Branco. A partida também ficou marcada pela bela atuação do goleiro Labilá, mas a partida foi anulada, em decorrência de uma irregularidade cometida pelo São Raimundo: ter colocado um jogador irregular no jogo. No Engenhão, o Botafogo venceu o São Raimundo, se classificou e enfrentou o Santa Cruz, mas perdeu para o time pernambucano no Engenhão por 2 x 3 (2° jogo) e foi elimindo da competição nacional.[79]
- 2011
  - Campeonato Carioca - Fluminense 2-2 Boavista (vitória do Boavista por 4-2 nos pênaltis) - Grande favorito à classificação, o Fluminense sucumbiu no pênaltis diante do Boavista, depois de estar duas vezes á frente do placar. O goleiro do clube de Saquarema, Thiago Schmidt, foi o destaque na decisão por pênaltis, defendendo duas cobranças.[80]
  - Vitória 1-2 Bahia de Feira (Campeonato Baiano 2011) - Em busca do pentacampeonato, o Vitória tinha a vantagem de jogar por um novo empate para conseguir tal feito. Mas o Bahia de Feira, que nunca havia conquistado um título em sua história, acabando com o sonho do Leão de conquistar o inédito pentacampeonato (façanha que apenas o EC Bahia havia conquistado, entre 1958 e 1962), vencendo de virada por 2 a 1. Alysson e João Neto foram os herois do Tremendão na conquista do título.[81]
  - Paysandu 3-3 Independente (Campeonato Paraense 2011) - Pela primeira vez na história, um clube fora de Belém sagrava-se campeão estadual. Este feito foi alcançado pelo Independente de Tucuruí, que garantiu o título na decisão por pênaltis contra o tradicional time do Paysandu, maior vencedor do Campeonato[82]
- 2013
  - Na Copa do Brasil, o Luverdense venceu o Corinthians por 1-0. No segundo jogo, o Corinthians venceu o Luverdense e não foi eliminado.
- 2014
  - O Ituano vence o Campeonato Paulista sobre o Santos, nos pênaltis.[83] No mesmo torneio, a Penapolense bateu o alvinegro na primeira fase por 4-1, interrompendo uma série invicta do Santos,[84] e eliminou o São Paulo nas quartas.[85]
  - Copa do Brasil: na mesma noite, três equipes da Série A são eliminadas por clubes da segunda divisão: o América-RN goleia o Fluminense por 5-2 no Maracanã (tendo perdido o jogo de ida por 3-0), o Bragantino bate o São Paulo por 3-1, e o Ceará venceu o Internacional por 2-1.[86]
- 2016: Confiança 1-0 Flamengo (Copa do Brasil): a equipe sergipana surpreendeu o Flamengo por 1 a 0, mesmo com um jogador a menos.[87] O gol da vitória foi marcado por Everton. Porém, no segundo jogo, a equipe do Rio de Janeiro derrotou o Confiança por 3 a 0.
  - Náutico 0-2 Oeste. Mesmo em Recife, o Oeste consegue vencer o Náutico e de quebra ajudou o Bahia a retornar para a Série A, mesmo com a derrota por 2x1 em Goiânia para o Atlético Goianiense, impedindo o timbu de retornar para a elite do futebol nacional.
- 2018: Aparecidense eliminou o Botafogo por 2-1 na primeira fase da Copa do Brasil.
- O Sport amarga quatro eliminações consecutivas na primeira fase da copa do Brasil, perdendo para a Tombense por 3x0 em 2019, para o Brusque por 2x1 em 2020, Juazeirense por 3x2 em 2021 e  para o Altos por 1x0 em 2022.
- Em 2020, o Salgueiro vence o Santa Cruz na final do Campeonato Pernambucano, conseguindo o feito de ser a primeira equipe de fora de Recife a ganhar o torneio.
- Na Copa do Brasil de 2020, o América Mineiro derrotou o Internacional nos pênaltis e chegou à semifinal da Copa do Brasil pela primeira vez. Zebras atingiram os outros times de Belo Horizonte, com o Atlético Mineiro eliminado pelo Afogados da Ingazeira na segunda fase, e o Cruzeiro pelo CRB na terceira.
- Na Copa do Brasil de 2021, o Fortaleza fez campanha brilhante e eliminou o São Paulo nas quartas de finais, chegando às semifinais pela primeira vez.
- Em 2022 a dupla Gre-Nal é eliminada de forma simultânea na primeira fase da Copa do Brasil. O Grêmio caiu para o Mirassol por 3x2, enquanto o Internacional perdeu para o Globo por 2x0.
- Em 2023, o Água Santa eliminou São Paulo e Bragantino para ser finalista do Campeonato Paulista, terminando com vice-campeonato diante do Palmeiras.[88]
- O Campeonato Baiano de 2021 teve pela primeira vez na história duas equipes de fora de Salvador na final, com Atlético de Alagoinhas e Bahia de Feira,[89] e no ano seguinte isso se repetiu com Atlético de Alagoinhas e Jacuipense, com o agravante que Bahia e Vitória nem chegaram nas semifinais.

## Outras zebras no esporte
A zebra não se restringe só ao futebol. Ocorrem muitas surpresas também em outros esportes.

### Zebras da Fórmula 1
- Pierluigi Martini, da Minardi, larga na 2ª posição (1ª fila) no GP dos EUA em 1990, à frente de Ayrton Senna (5ª posição). Essa foi a melhor posição de largada da equipe de Faenza (1985-2005) na Fórmula 1.
- Nelson Piquet conquista uma surpreendente vitória com a Benetton, no polêmico GP do Japão, marcado pelo acidente entre Ayrton Senna (que ficaria com o título) e Alain Prost. Roberto Moreno, companheiro de equipe do ex-tricampeão mundial, também subiu ao pódio, com o japonês Aguri Suzuki, da Larrousse, chegando em 3º lugar. Foi a primeira vitória de Piquet desde o GP da Itália de 1987, quando corria pela Williams.
- Damon Hill, campeão da temporada de 1996 da F-1, lidera o GP da Hungria com uma Arrows, ao ultrapassar a Ferrari de Michael Schumacher. O inglês comandava a prova com folga - chegou a ter mais de 30 segundos de vantagem, mas um sério problema hidráulico no seu carro fez com que ele perdesse uma vitória certa para o ex-companheiro de equipe Jacques Villeneuve ao completar a penúltima volta. Mesmo com os problemas, Hill terminou em 2º lugar, e comemorou no pódio como se houvesse vencido a prova.
- Em 1998, Damon Hill, desta vez na equipe Jordan, conquista a primeira vitória da equipe irlandesa no agitado GP da Bélgica, marcado pelo espetacular acidente na primeira volta e pelos abandonos de Mika Häkkinen e Michael Schumacher, que brigavam pelo título. Seu companheiro de equipe, Ralf Schumacher, chega em 2º lugar, e Jean Alesi da Sauber conquista o 3º lugar. Pedro Paulo Diniz, da Arrows, também surpreendeu ao chegar em 5º.
- Em sua estreia na F-1, no GP da Austrália de 2002, Mark Webber, correndo pela Minardi, larga de trás e faz uma boa corrida, chegando em 5º lugar, tirando a equipe de um jejum de três anos sem marcar pontos.
- Na estreia da equipe Toyota, o finlandês Mika Salo também faz uma boa corrida na Austrália. Termina em 6º e marca o primeiro ponto para o time nipônico.
- No GP do Brasil de 2003, Giancarlo Fisichella conquista a sua primeira vitória e a última da Jordan. Mas um erro de cronometragem acabou dando a vitória a Kimi Räikkönen, da McLaren. Cinco dias depois, os comissários reconheceram o erro e repassaram o primeiro lugar ao italiano. Na semana do GP de San Marino, em uma cerimônia não oficial, Raikkonen entregou o troféu de vencedor para Fisichella.
- No GP dos Estados Unidos de 2005, marcado pela retirada voluntária dos 14 carros que utilizavam pneus Michelin, Tiago Monteiro, da Jordan, conquistou seu único pódio (primeiro de um piloto português na F-1 e último da equipe irlandesa) na Fórmula 1.
- Takuma Sato, da Super Aguri, faz uma ultrapassagem sobre o espanhol Fernando Alonso, na antepenúltima volta do GP do Canadá de 2007. A torcida (principalmente os japoneses) se surpreendeu ao ver o nipônico ultrapassar a poderosa McLaren do bicampeão.
- O alemão Adrian Sutil, da Spyker (atual Force India), chega em 9º lugar no caótico GP do Japão, mas com a punição dada ao italiano Vitantonio Liuzzi da Toro Rosso, que havia ultrapassado em bandeira amarela, ele ganhou o 8º lugar e somou seu primeiro ponto na F-1.
- Sebastian Vettel, então piloto da Toro Rosso, lidera por três voltas o mesmo GP do Japão. Ao bater em Mark Webber da Red Bull (seu futuro companheiro de time de 2009 até 2013), ainda teve tempo de levar o carro aos boxes e, ao sair do carro, chorou. No GP da China, surpreendeu novamente, desta vez ao conquistar o 4º lugar.
- Também na China, Lewis Hamilton, da McLaren, chega com possibilidade de ser campeão, mas ao perceber que os pneus de seu carro estavam totalmente gastos, o inglês foi para os boxes, entrou muito apressado e ficou atolado na brita. Hamilton começava a jogar fora seu título mundial.
- Largando na 13ª posição com um modesto Toleman #19, ninguém andava mais rápido do que Ayrton Senna no asfalto encharcado do GP de Mônaco de 1984. O piloto brasileiro superava os adversários e assim que ultrapassou Niki Lauda, da McLaren, para ocupar a 2ª posição, Senna estava 35 segundos atrás de Alain Prost (líder da prova. A cada volta, Senna vinha diminuindo a distância e na 31ª volta, estava prestes a ultrapassar Prost, quando a direção de prova encerra por causa da chuva. Com o encerramento, Prost é declarado vencedor e Senna é 2º (o primeiro pódio do piloto e também do time), numa prova que entrou para a história do automobilismo pelo enorme talento do brasileiro, então com 24 anos.
- No GP do Brasil de 2007, o finlandês Kimi Räikkönen da Ferrari, protagoniza uma das maiores viradas da Fórmula 1 com a conquista de seu primeiro título mundial ao vencer a etapa brasileira, e ver seus rivais, Fernando Alonso e Lewis Hamilton, conquistarem pontos insuficientes para alcançar o "homem de gelo".
- O polonês Robert Kubica, da equipe BMW, vence pela primeira vez na Fórmula 1, após um erro de Lewis Hamilton nos boxes do GP do Canadá de 2008, ao bater na Ferrari de Kimi Raikkonen quando saíam dos boxes. Foi a primeira - e única - vitória de um piloto nascido no Leste Europeu na categoria.
- Sebastian Vettel, novamente pela Toro Rosso, conquista sua primeira pole e vitória na Fórmula 1 no chuvoso GP da Itália de 2008, tendo liderado a corrida praticamente de ponta a ponta.
- No GP da Austrália de 2009, Jenson Button e Rubens Barrichello conquistam a dobradinha da Brawn GP logo na estreia da equipe na categoria.
- A equipe indiana Force India conquista sua primeira pole position e seu primeiro pódio (2º lugar) na F1 com Giancarlo Fisichella, no GP da Bélgica de 2009.
- Em 1975, o folclórico italiano Vittorio Brambilla conquista sua única vitória na F-1 no GP da Áustria, mas bate seu March laranja no guard-rail, após comemorar com as duas mãos fora do volante.
- Em 1972, o francês Jean-Pierre Beltoise conquista sua única vitória na categoria ao vencer o GP de Mônaco, marcado pela forte chuva que caía no principado. Sobre isso, o bicampeão Graham Hill disse que deveriam cancelar a corrida e promover uma regata em seu lugar. Foi a última vitória da equipe BRM na F-1.
- Em 1996, o francês Olivier Panis conquista sua única vitória (e a última da Ligier) na F-1 no conturbado GP de Mônaco, marcado por problemas mecânicos e diversos erros dos pilotos. A corrida terminou com apenas quatro carros cruzando a linha de chegada - oficialmente foram três, pois Heinz-Harald Frentzen entraria nos boxes e não chegou a receber a bandeira quadriculada em 4º lugar.
- No Grande Prêmio da Europa de 1999, o inglês Johnny Herbert conquista sua terceira e última vitória (única da Stewart) na categoria, seguido por Jarno Trulli (Prost) e Rubens Barrichello (Stewart). Mereceu destaque também o italiano Luca Badoer, que levava sua Minardi ao quarto lugar até que um problema no carro acabasse com suas esperanças de marcar um ponto, e fizeram até ele chorar fora do carro. Seu companheiro de equipe, o espanhol Marc Gené, salvou a honra da equipe ao se defender bravamente dos ataques do irlandês Eddie Irvine da Ferrari, e marcar seu primeiro ponto na F-1 com o 6º lugar.
- O japonês Kamui Kobayashi foi a sensação do final da temporada de 2009. No GP do Brasil, deu um "X" no campeão Jenson Button na entrada do "S do Senna", e em Abu Dhabi, marcou seus primeiros 3 pontos na categoria com o 6º lugar.
- O holandês Jos Verstappen (emprestado pela Benetton à Simtek), largando na 14ª posição no GP da Argentina de 1995 (melhor posição de largada da equipe) ultrapassa o austríaco Gerhard Berger da Ferrari na saída da reta dos boxes do Circuito de Buenos Aires e chega a ficar em 6º lugar até a caixa de câmbio quebrar.
- O alemão Nico Hülkenberg, então piloto da Williams conquista sua primeira pole position na Fórmula 1. Esta também foi a primeira pole conquistada pela Williams em cinco anos.[90]
- John Surtees em 1964, James Hunt em 1976 e Sebastian Vettel em 2010, tornaram-se campeões da F-1 na última etapa sem ter liderado momento algum durante a temporada.
- No GP da Espanha de 2012, Pastor Maldonado, da Williams, conquistou sua primeira vitória na categoria.[91] Ele, que largara na pole position por causa de uma punição a Lewis Hamilton, tornou-se o primeiro representante da Venezuela a largar na primeira posição e a vencer na F-1. Foi também a primeira vitória da Williams desde o GP do Brasil de 2004, vencido por Juan Pablo Montoya.

### Zebras da IndyCar
- Jaime Câmara, piloto brasileiro da equipe Conquest, lidera por algumas voltas o GP de Richmond, perdendo a liderança em seguida, mas resistiu aos ataques do compatriota Tony Kanaan, e estava em terceiro lugar quando abandonou após rodar e bater. Ao sair, lamentou seu abandono.
- Ryan Hunter-Reay, da Rahal-Letterman, vence pela primeira vez na IRL após cruzar a linha de chegada em primeiro lugar em Watkins Glen após um erro de Scott Dixon, da Chip Ganassi[92]. O neozelandês seria o campeão da temporada de 2008.
- Justin Wilson, piloto inglês com passagem pela F-1 em 2003 e falecido após um acidente no GP de Pocono da IndyCar em agosto de 2015, venceu pela segunda vez na IRL, conquistando também a primeira vitória da história da Dale Coyne - até então, dois segundos lugares, conquistados por Bruno Junqueira em 2008 e o terceiro lugar de Roberto Moreno nas 500 Milhas de Michigan (ainda com o nome "Payton Coyne") tinham sido os melhores resultados da equipe na categoria.[93]
- Nas 500 Milhas de Indianápolis de 2011, cujo pole-position foi o canadense Alex Tagliani, três pilotos se revezaram na liderança da prova, já na parte final: o belga Bertrand Baguette, o norte-americano J. R. Hildebrand e o inglês Dan Wheldon. Faltando quatro voltas, Baguette (inscrito apenas para a prova) vai ao boxes e dá a liderança ao estreante Hildebrand, que estava prestes a se consagrar na famosa corrida, sendo o primeiro norte-americano a vencê-la desde Sam Hornish Jr., em 2006. Na última volta, ele se atrapalha com o retardatário Charlie Kimball e acerta o muro. Mesmo com o carro destruído, Hildebrand encontra forças para tentar cruzar a linha de chegada em primeiro. Mas Wheldon (que corria pela equipe do ex-piloto Bryan Herta - ex-companheiro do inglês na equipe Andretti -, em associação com CURB e Agajanian, inscrita também apenas para as 500 Milhas) ultrapassa Hildebrand a poucos metros da linha de chegada e consegue a sua segunda vitória em Indy. Graham Rahal, que chegou a liderar por algumas voltas, completou o pódio.[94]
- Pela centésima edição das 500 Milhas de Indianápolis, o norte-americano Alexander Rossi, da Andretti-Herta Autosport (e também reserva da equipe Manor na Fórmula 1), cruzou a linha de chegada sem combustível, tornando-se o décimo novato a vencer a prova (desde 2001, quando Hélio Castroneves foi o primeiro colocado, nenhum rookie vencia a corrida).[95] Carlos Muñoz e Josef Newgarden completaram o pódio.

### Zebra no golfe
- No U.S. Open do ano de 1913, Francis Ouimet, um golfista amador de apenas vinte anos de idade, derrota Ted Ray e Harry Vardon, contrariando o favoritismo de ambos.

### Zebra na luta olímpica
- Nas Olimpíadas de Sydney, o russo Aleksandr Karelin, considerado favorito à vitória, é derrotado pelo norte-americano Rulon Gardner. Antes da luta, Karelin estava invicto havia 13 anos. Ironicamente, ele havia derrotado Gardner em 1997].

### Zebra no basquete
- Nos Jogos Pan-Americanos de 1987, realizados na cidade norte-americana de Indianápolis, a Seleção Brasileira de Basquete, comandada por Oscar Schmidt, derrota os donos da casa. Foi a primeira derrota dos norte-americanos em seu próprio país.
- Nos Jogos Olímpicos de Verão de 2004, Porto Rico derrota na fase de grupos os Estados Unidos, invictos desde que começaram a levar os atletas da NBA em 1992.[96] Os estadunidenses terminariam apenas com o bronze.[97]

### Zebras do tênis
- No ano de 2004, o argentino Gastón Gaudio derrota seu compatriota Guillermo Coria, então número 3 do ranking na final do French Open. Gaudio chegou a salvar dois match-points de Coria no jogo.
- Nas quartas-de-final de Roland Garros, o sueco Robin Söderling derrota o espanhol Rafael Nadal, até então o número um do ranking. Esta é uma das maiores surpresas já vistas no torneio.
- Em Wimbledon, Rafael Nadal foi surpreendentemente derrotado pelo jovem Nick Kyrgios por 3 sets a 1.[98] A vitória do australiano, que se profissionalizara em 2013, foi eleita a maior zebra do ano pela ATP.[99] Dois anos antes, Nadal também havia caído para um tenista de pouco destaque, o tcheco Lukas Rosol, então o centésimo colocado no ranking da ATP, novamente em Wimbledon.[100]
- Na primeira rodada do Australian Open de 2016, Nadal foi derrotado pelo compatriota Fernando Verdasco, que venceu por 3-2.[101] Esta foi a segunda vez que o tenista de Palma de Mallorca foi eliminado ainda na primeira rodada de um Grand Slam.
- Pelo Aberto da Austrália de 2017, Novak Djokovic perdeu para o uzbeque Denis Istomin por 3 sets a 2, em jogo válido pela segunda rodada.[102] Foi a primeira derrota do sérvio para Istomin, 117º colocado no ranking da ATP, em 6 partidas disputadas - Djokovic havia superado o uzbeque nos 5 jogos anteriores entre a dupla.
- No Masters 1000 realizado em Montreal, o canadense Denis Shapovalov contrariou o favoritismo de Rafael Nadal, que estava a uma vitória de reassumir a primeira posição no ranking da ATP, e venceu o espanhol por 2 sets a 1.[103] Ele nunca havia jogado contra um tenista que figurava entre os 10 melhores no ranking.
- O suíço Roger Federer perdeu por 3 sets a 1 para o australiano John Millman, 55º colocado no Ranking da ATP e que nunca vencera um tenista que figurava no top-10 da entidade, nas oitavas-de-final do US Open de 2018.[104]
- Em 2021, dois meses depois de chegar às quartas de final em Wimbledon e tendo o 150º lugar no ranking, a inglesa Emma Raducanu foi campeã do US Open, no qual só conseguiu sua vaga no qualificatório.
- No WTA de Miami de 2025, a filipina Alexandra Eala, 140ª do mundo, eliminou a vice-líder do ranking Iga Swiatek, se tornando a primeira semifinalista de seu país em um torneio WTA.[105]
- No Torneio de Roland Garros de 2025, a francesa Louis Boisson, que tinha apenas o 361º lugar da WTA, chegou até a semifinal.[106]
- No torneio de Wimbledon de 2025, quatro atletas entre os dez primeiros do ranking da ATP - Alexander Zverev, Lorenzo Musetti, Holger Rune e Daniil Medvedev - caíram na primeira rodada.[107]

### Zebra no beisebol
- Na Copa do Mundo de Beisebol de 2011, a seleção de Cuba, 15 vezes campeã, perde para a Holanda.[108]

### Zebra norugby
- Em 19 de setembro de 2015, pela Copa do Mundo de rugby, a Seleção Japonesa venceu a tradicional equipe da África do Sul por 34 a 32.[109]